# 신목왕후
신목왕후 김씨(神穆王后 金氏, 655년 이전 ~ 700년 6월 1일)는 신라 신문왕의 왕비이며, 효소왕과 성덕왕의 모후이다. 선비 폐비 김씨와 사촌간이다.

## 생애

### 출생
김흠운과 요석공주 사이에서 태어났으며, 할아버지는 김달복이다. 아버지 김흠운이 655년 백제와의 조천성 전투에서 전사하였으므로 적어도 655년 이전에 출생한 것으로 보인다.
김흠돌은 삼촌이 되며 폐비 김씨는 사촌간이다.

### 왕비책봉
681년 김흠돌이 반란을 일으켰으나 실패하여 숙청되면서, 당시 왕비였던 김흠돌의 딸 김씨가 폐위되자, 683년 계비로 책봉되었다. 687년 효소왕을 낳았다.

### 사망

#### 황복사금동사리함명
그녀의 사망과 관련하여 국내의 역사서에는 기록이 전무하지만 1943년 황복사 삼층석탑을 해체하는 과정에서 발견된 금동사리함에서 706년 5월, 성덕왕이 아버지 신문왕, 어머니 신목태후, 형인 효소대왕을 추앙하며 발원하였으며 사리함의 명문 내용 중 신목왕후가 700년 6월 1일에 사망하였다고 기록되어 있다.

#### 속일본기의 기록
《속일본기》 몬무천황 4년(700년) 임오조(壬午條) 11월에 신라에서 살찬 김소모(金所毛)를 파견하여 신라 국왕의 어머니의 죽음을 전하였다는 기록이 남아있다.

## 가계
아버지는 내물왕의 8대손인 김흠운이며, 어머니는 태종무열왕의 딸인 요석공주이다. 이두와 화왕계로 유명한 신라 신문왕대의 학자인 설총은 그녀의 어머니 요석공주가 원효대사와 재혼하여 낳은 아들로, 그녀의 이부동생이다.
- 아버지 : 김흠운(金歆運[2], ? ~655)
- 어머니 : 요석공주(瑤石公主)
  - 남편 : 신문왕(神文王, ? ~692)
    - 아들 : 효소왕(孝昭王, 687~702/7/27)
    - 아들 : 성덕왕(聖德王, ? ~737)
    - 아들 : 김근질(金根質)
    - 아들 : 김사종(金詞宗)